# Glaniopsis
Glaniopsis is een geslacht van straalvinnige vissen uit de familie van de steenkruipers (Balitoridae).

## Soorten
- Glaniopsis denudata Roberts, 1982
- Glaniopsis gossei Roberts, 1982
- Glaniopsis hanitschi Boulenger, 1899
- Glaniopsis multiradiata Roberts, 1982